# Karlstads härad
Karlstads härad var ett härad i södra Värmlands län inom nuvarande Karlstads och Hammarö kommuner. Häradet omfattade 274 km². Tingsplatsen låg i Karlstad. Inom häradet låg även Karlstads stad även om denna inte ingick i häradsrättens jurisdiktion.

## Namnet
Namnet kommer av staden Karlstad, uppkallad efter hertig Karl, sedermera konung Karl IX.

## Geografi
Karlstads härad var beläget vid sjön Vänerns norra strand kring Klarälvens utlopp i densamma, och gränsade i väster till Grums härad, i norr till Kils härad samt i öster till Väse härad. 

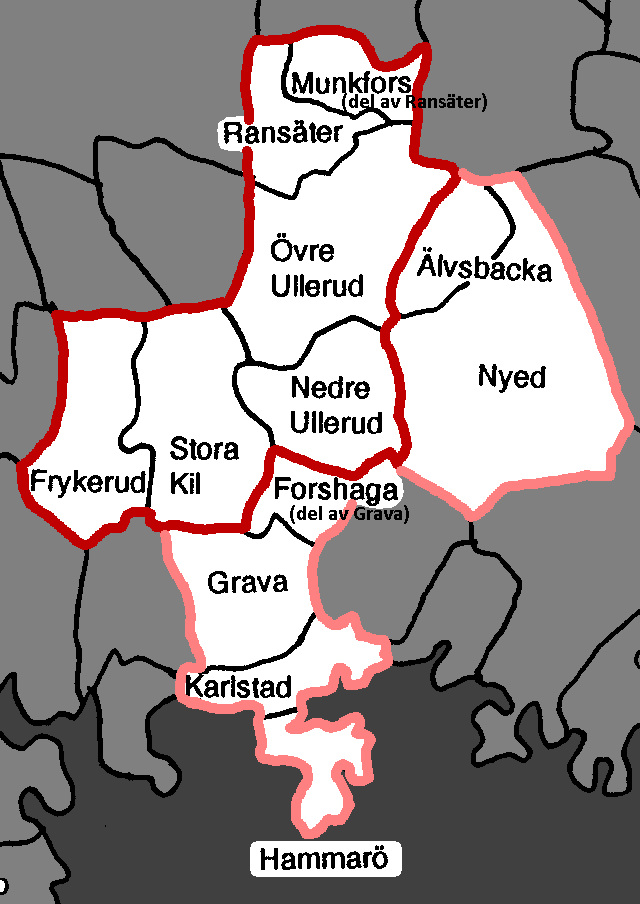
Bild över häradens socknar. Röd samt rosa linje markerar de yttre gränserna för hur Kils härad först såg ut när det skapades. Endast röda markerar hur det såg ut efter att Karlstad och Nyed härad skapats av dess forna bitar.

### Socknar
Karlstads härad omfattade tre socknar.
- Karlstads socken
- Grava
- Hammarö

samt
- Hammarö köping
- Forshaga köping

## Historia
Häradet var ursprungligen ett eget tingslag i Kils härad, men bröts ur detta år 1883.

## Län, fögderier, domsagor, tingslag och tingsrätter
Häradet har från 1779 hört till Värmlands län, innan dess Närkes och Värmlands län.
Häradets socknar hörde till följande fögderier:
- 1682-1945 Mellansysslets fögderi
- 1946-1990 Karlstads fögderi

Häradets socknar tillhörde följande domsagor, tingslag och tingsrätter:
- 1680-1881 Karlstads tingslag inom
  - 1680-1742 Karlstads, Färnebo, Grums, Näs, Gillbergs, Nordmarks, Jösse och Nyeds häraders domsaga kallad Västersysslets domsaga
  - 1743–1755 Karlstads, Färnebo, Grums och Nyeds häraders domsaga kallad Mellansysslets domsaga
  - 1756-1825 Karlstads, Kils, Fryksdals nedre, Fryksdals övre, Älvdals nedre, Älvdals övre och Nyeds häraders domsaga kallad Mellansysslets domsaga
  - 1826-1829 Karlstads, Kils, Fryksdals nedre och Nyeds häraders domsaga kallad Mellansysslets domsaga
  - 1830-1970 Mellansysslets domsaga (Karlstads, Grums och Kils härader)
- 1882-1970 Mellansysslets tingslag  i Mellansysslets domsaga

- 1971-2005 Karlstads tingsrätt och dess domsaga
- 2005- Värmlands tingsrätt och dess domsaga

### Webbkällor
- Nationella arkivdatabasen för uppgifter om fögderier, domsagor, tingslag och tingsrätter